# Liste des maires de Sherbrooke
Pour un article plus général, voir Sherbrooke.
La liste des maires de Sherbrooke répertorie toutes les personnes ayant occupé la fonction de maire ou mairesse de la ville québécoise de Sherbrooke depuis 1852, année de l'incorporation de la ville.
- 1er: 1852-1853 : George Frederick Bowen[1]
- 2e (1): 1854-1855 : Joseph Gibb Robertson[1]
- 3e: 1855-1857 : Albert Philips Ball[1]
- 2e (2): 1858-1868 : Joseph Gibb Robertson[1]
- 4e (1): 1868-1869 : Richard William Heneker[1]
- 2e (3): 1869-1872 : Joseph Gibb Robertson[1]
- 5e: 1873-1875 : Richard Dalby Morkill[1]
- 6e: 1875-1876 : John Griffith[1]
- 7e (1):1876-1877 : Eleazar Clark[1]
- 4e (2):1877 : Richard William Heneker[1]
- 1877-1878 : Eleazar Clark[1]
- 1878-1879 : William Bullock Ives[1]
- 1880-1881 : Hubert-Charron Cabana[1]
- 1881-1882 : John Griffith[1]
- 1882-1883 : James William Wigget[1]
- 1883-1885 : Alexander Galt Lomas[1]
- 1885 : Hubert-Charron Cabana[1]
- 1885-1887 : William Thomas White[1]
- 1887-1888 : William Murray[1]
- 1888-1889 : Louis-Edmond Panneton[1]
- 1889-1890 : George Gilman Bryant[1]
- 1890-1891 : Jérôme-Adolphe Chicoyne
- 1891-1892 : Israël Wood[1]
- 1893-1894 : Daniel McManamy[1]
- 1894-1895 : Gordon Clark[1]
- 1895-1896 : Louis-Charles Bélanger[1]
- 1897-1898 : Harry Redfern Fraser[1]
- 1898 : Stanilas Fortier
- 1899 : Harry Redfern Fraser
- 1900 : Louis-Charles Bélanger
- 1901 : Arthur Norreys Worthington
- 1902 : Judes-Olivier Camirand
- 1903 : William Farwell
- 1904 : Judes-Olivier Camirand
- 1905 : John Leonard
- 1906 : Charles-Frédéric Olivier
- 1907 : William Farwell
- 1908 - 1909 : Léonilde-Charles Bachand
- 1910 - 1911 : Charles-Walter Cate
- 1912 - 1913 : Félix-Herménégilde Hébert
- 1914 - 1915 : James MacKinnon
- 1916 - 1918 : Ernest Sylvestre
- 1918 - 1920 : Charles Dickinson White
- 1920 - 1922 : Donat Oscar Edouard Denault
- 1922 - 1924 : William Morris
- 1924 - 1926 : William Brault
- 1926 - 1928 : James Keith Edwards
- 1928 - 1930 : Joseph-Sylvini Tétreault
- 1930 - 1932 : Albert Carlos Skinner
- 1932 - 1934 : Ludger Forest
- 1934 - 1936 : Frédérick Hamilton Bradley
- 1936 - 1938 : Émile Rioux
- 1938 - 1940 : Marcus Trenholm Armitage
- 1940 - 1942 : Joseph Labrecque
- 1942 - 1944 : Alexander Clark Ross
- 1944 - 1946 : Joseph-Wencelas Genest
- 1946 - 1948 : James Guy Dixon Bryant
- 1948 - 1950 : Alphonse Trudeau
- 1950 - 1952 : Charles Benjamin Howard
- 1952 - 1955 : J. Émile Levesque
- 1955 - 1970 : Armand Nadeau[2]
- 1970 - 1974 : Marc Bureau
- 1974 - 1982 : Jacques O'Bready[3]
- 1982 - 1990 : Jean-Paul Pelletier
- 1990 - 1994 : Paul Gervais
- 1994 - 2009 : Jean Perrault
- 2009 - 2017: Bernard Sévigny
- 2017 - 2021: Steve Lussier
- 2021 - : Évelyne Beaudin[4]